# Lumiar
Lumiar is een freguesia in de Portugese gemeente Lissabon en telt 46.334 inwoners (2021).

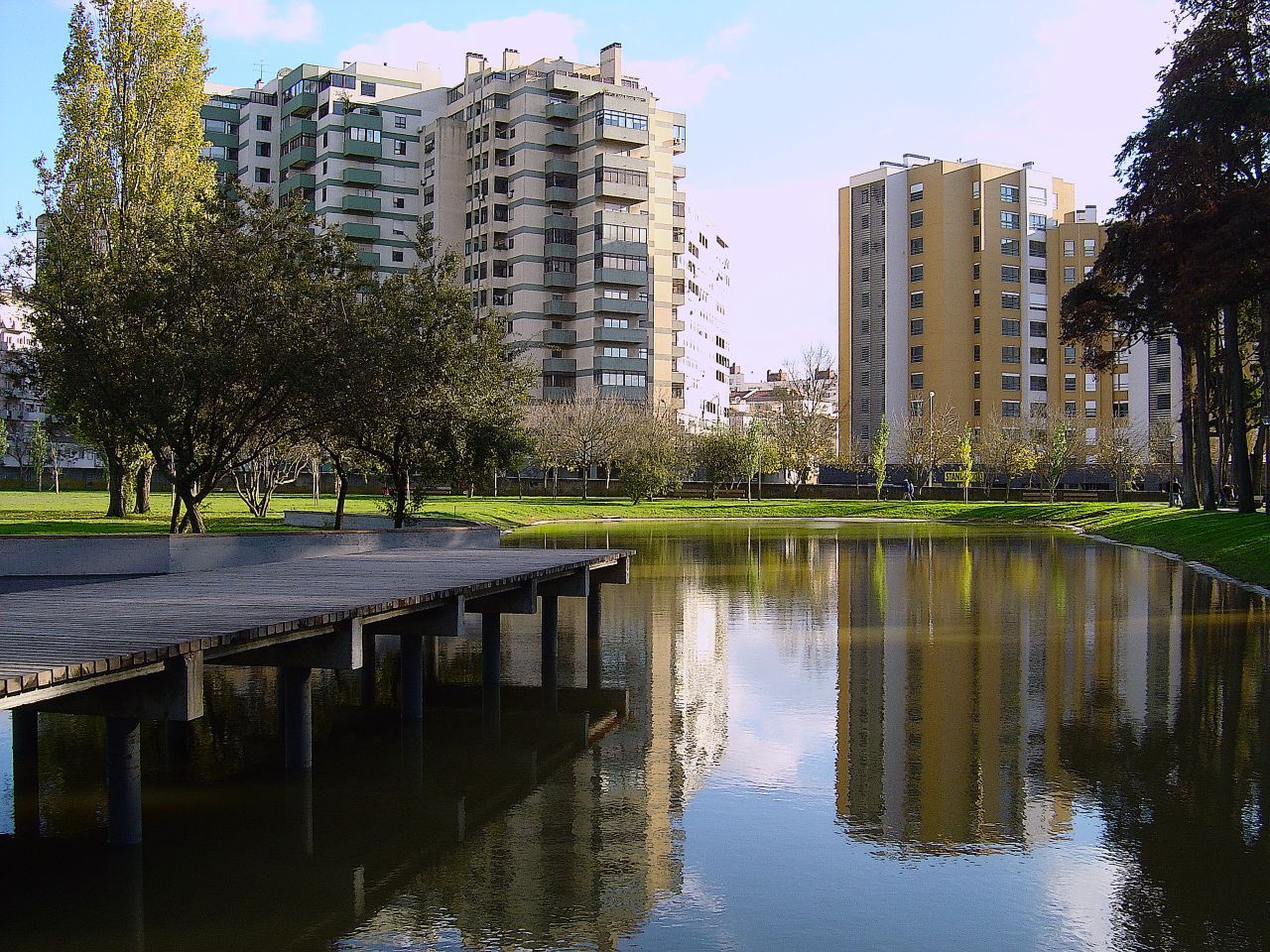
Lumiar